# Jalid ben Isa al Balawi
Jalid Ben Isā al-Balawi fue un cadí y viajero andalusí, nacido en Cantoria, en la actual provincia de Almería (Comunidad Autónoma de Andalucía, España) a principios del siglo XIV.

## Biografía
Fue cadí (juez) de su villa natal y de otras de la comarca y es autor de un libro de viajes en el que relata su peregrinación a La Meca llamado Tay al-Mafriq fi tahliyat 'ulama 'an-Masriq. En el cuenta cómo abandonó el Reino de Granada en 1336, vivió en Tremecén, Bujía y Argel en la actual Argelia y luego se embarcó en dirección a Túnez y Alejandría. Continuó su periplo por El Cairo y Jerusalén para finalmente arribar a La Meca. Al año siguiente, en 1337, emprendió el regreso, pasó por Trípoli, vivió dos años en Túnez y regresó a su Andalucía natal en 1339.
En 1347 recibió a Yusuf I, rey nazarí de Granada, en cuyos dominios se incluía Cantoria, y a su ministro, el polígrafo Ibn al-Jatib, quien cuenta que al-Balawi llevaba la barba teñida con alheña y cártamo y salió a su encuentro con un enorme turbante y vestido de un taylasan blanco, un velo que se enrollaba al hombro al estilo del Hiyaz.

## Obra
Diversos autores critican su obra por el abuso del verso y el estilo pretencioso. El autor describe el viaje, las rutas que seguían otros viajeros por el norte de África y Oriente Próximo y sus estancias en Alejandría y El Cairo, pero el relato se caracteriza, según algunos autores, por la simplicidad expresiva, la escasa información geográfica y las citas poéticas. Asimismo, el citado Ibn al-Jatib acusa a al-Balawi de copiar el Kitab al-Barq al-Sami (El relámpago serio) de Imad ad-Din al-Isfahani, crítica corroborada por al-Maqqari. Según el arabista alemán Wilhelm Hoenerbach, al-Balawi se habría inspirado en el relato de viaje del magrebí Mohammed al-Abdari al-Hihi.
Por el contrario, otros autores, como Jorge Antonio Lirola Delgado, destacan la minuciosidad del texto, dando como ejemplo el apunte que abre el relato: «salió de Cantoria a primera hora de la mañana del sábado 18 safar del 736 (7 de octubre de 1335)». Lo citan, entre otros, los historiadores Francisco Codera y Zaidín, Francisco Pons y Boigues, Benito Sánchez Alonso, José Ángel Tapia Garrido, y, más recientemente, el citado Jorge Antonio Lirola Delgado. Por otro lado, Al-Balawí recoge conversaciones con los letrados occidentales y ulemas que conoció, transmitiendo así textos en verso y prosa de gran interés no conocidos por sus compatriotas. 
Su libro fue editado en árabe por Hassan al-Sa'ih en Rabat en 2 volúmenes en fecha desconocida. En español solo existen algunos fragmentos.